# 陽翟県
陽翟県（ようてきけん）は、中国にかつて存在した県。現在の河南省許昌市禹州市一帯に位置した。

## 歴史
伝承では禹が夏を建てた時に都（夏邑）としたとされる。周の襄王の代、翟人が侵攻してきたため「陽翟」の名がついたとされる。紀元前408年、韓の景侯は都を宜陽から陽翟に移した。哀侯の代の紀元前375年に韓の都は新鄭に移されたが、以後も陽翟は韓の重要な商業都市であり続け、呂不韋がこの地で商いを行っていたこともある。秦代は潁川郡に属し、その郡治となった。539年（興和元年）、東魏により陽翟県に陽翟郡が置かれた。583年（開皇3年）、隋が郡制を廃すると、陽翟郡は廃止された。
1369年（洪武2年）、明により陽翟県は廃止され、鈞州に編入された。1575年（万暦3年）、万暦帝朱翊鈞の諱を避けるために鈞州は禹州と改称された。